# Povl Møller Tåsinge
Povl Møller Taasinge (født 11. marts 1915, død 11. maj 1989) var en dansk PR-mand og figurerede meget kort i en af de mange små film sammen med Simon Spies. 
Han har medvirket i filmen Agent 69 Jensen i Skyttens tegn fra 1978 og var leder af Dansk Presse Medarbejder Forbund fra 1972 til 1983 og var i en periode desuden informationschef hos Spies Rejser.
Dog figurerede han kun i baggrunden og deltog ikke som sådan i filmene.
Taasinge var en farverig person, hvor alt kunne ske. Han holdt en gang sin fødselsdag i OK-Klubben på Frederiksberg, i de tidligere lokaler på restaurant La Ronde på hjørnet af Allégade og Frederiksberg Allé. Blandt deltagerne til fødselsdagen var Zoo-direktør Arne Dyhrberg, samt Simon Spies.
Arne Dyhrberg havde medbragt en abe, der på et tidspunkt sad på Simon Spies skød. På et tidspunkt tissede aben på Spies, han forlod derefter festen.[kilde mangler]